# Summer World University Games 2025/Tennis
Bei den Summer World University Games 2025 wurden in Essen sieben Wettkämpfe im Tennis ausgetragen. Gespielt wurde auf der Anlage des Essener Turn- und Fechtklubs auf Sand.

## Bilanz

### Medaillenspiegel
| Platz  | Land                           | 00 | 00 | 00 | Gesamt |
| ------ | ------------------------------ | -- | -- | -- | ------ |
| 1      | Japan                          | 5  | –  | –  | 5      |
| 2      | Individuelle Neutrale Athleten | 1  | 1  | 1  | 3      |
| 3      | Slowakei                       | 1  | 1  | –  | 2      |
| 4      | Großbritannien                 | –  | 2  | 1  | 3      |
| 5      | Kenia                          | –  | 1  | 1  | 2      |
| 5      | Türkei                         | –  | 1  | 1  | 2      |
| 7      | Chinesisch Taipeh              | –  | 1  | –  | 1      |
| 8      | Belgien                        | –  | –  | 1  | 1      |
| 8      | China                          | –  | –  | 1  | 1      |
| 8      | Deutschland                    |    | –  | 1  | 1      |
| 8      | Indien                         | –  | –  | 1  | 1      |
| 8      | Italien                        | –  | –  | 1  | 1      |
| 8      | Portugal                       | –  | –  | 1  | 1      |
| 8      | Schweden                       | –  | –  | 1  | 1      |
| 8      | Tschechien                     | –  | –  | 1  | 1      |
| Gesamt | Gesamt                         | 7  | 7  | 12 | 26     |

### Medaillengewinner
| Disziplin         | Gold                                            | Silber                                | Bronze                                       |
| ----------------- | ----------------------------------------------- | ------------------------------------- | -------------------------------------------- |
| Herreneinzel      | Jay Dylan Hara Friend (JPN)                     | Toby Samuel (GBR)                     | James Connel (GBR)                           |
| Herreneinzel      | Jay Dylan Hara Friend (JPN)                     | Toby Samuel (GBR)                     | Alessio Vasquez (GER)                        |
| Dameneinzel       | Eszter Méri (SVK)                               | Alewtina Ibragimowa (AIN)             | Vaishnavi Adkar (IND)                        |
| Dameneinzel       | Eszter Méri (SVK)                               | Alewtina Ibragimowa (AIN)             | Jana Otzipka (BEL)                           |
| Herrendoppel      | Jegor Agafonow / Ilja Simakin (AIN)             | Mert Alkaya / Tuncay Duran (TUR)      | Fabio De Michele / Mariano Tammaro (ITA)     |
| Herrendoppel      | Jegor Agafonow / Ilja Simakin (AIN)             | Mert Alkaya / Tuncay Duran (TUR)      | John Gabelic / Nikola Slavic (SWE)           |
| Damendoppel       | Ange Oby Kajuru / Kanon Yamaguchi (JPN)         | Li Yu-yun / Lin Fang-an (TPE)         | Li Zongyu / Yao Xinxin (CHN)                 |
| Damendoppel       | Ange Oby Kajuru / Kanon Yamaguchi (JPN)         | Li Yu-yun / Lin Fang-an (TPE)         | Alewtina Ibragimowa / Xenija Saizewa (AIN)   |
| Mixed-Doppel      | Jay Dylan Hara Friend / Natsuki Yoshimoto (JPN) | Yao Kael Shah / Angella Okutoyi (KEN) | Pedro Araújo / Maria de Libório Garcia (POR) |
| Mixed-Doppel      | Jay Dylan Hara Friend / Natsuki Yoshimoto (JPN) | Yao Kael Shah / Angella Okutoyi (KEN) | Jan Jermář / Karolína Kubáňová (CZE)         |
| Herren Mannschaft | Japan                                           | Großbritannien                        | Türkei                                       |
| Damen Mannschaft  | Japan                                           | Slowakei                              | Kenia                                        |